# Tuxedo
Tuxedo (Transactions for Unix, Extended for Distributed Operations), is een platform voor het verwerken van gedistribueerde transacties op middleware systemen in gedistribueerde, geautomatiseerde omgevingen. Tuxedo is een zogenaamde TOM : 'Transaction Oriented Middelware' .
Het werd origineel ontwikkeld en ontworpen door AT&T in 1984 voor het aanmaken en administreren van systemen die online transacties op basis van 'e-commerce', kortweg OLTP, verwerkten. De eerste applicatie die ermee gebruikt werd heette LMOS. Tegenwoordig is Tuxedo het eigendom van BEA Systems (onderdeel van Oracle Corporation).